# Pfarrhaus Otterndorfer Straße 15
Das Pfarrhaus Otterndorfer Straße 15 in der niedersächsischen Samtgemeinde Land Hadeln, Gemeinde Nordleda-Osterende im Landkreis Cuxhaven, stammt aus der zweiten Hälfte des 18. Jahrhunderts. Aktuell (2024) wird es als Wohnhaus genutzt.
Die Anlage steht unter Denkmalschutz (siehe auch Liste der Baudenkmale in Nordleda).

## Geschichte und Beschreibung
Die Kirche St. Nicolai wurde seit um 1200 in Abschnitten gebaut. Ein Pfarrer wurde für die Kirchengemeinde erstmals 1312 urkundlich erwähnt. Im 16. Jahrhundert fand die Reformation statt. Ein Bauernhaus wurde im 19. Jahrhundert zum Pfarrhaus umgebaut.
Das eingeschossige langgestreckte Pfarrhaus in Fachwerk mit Steinausfachungen mit westlichem reetgedecktemKrüppelwalmdach als Niedersachsengiebel und östlichem Satteldach entstand 1777 (Inschrift) als Teil einer Hofanlage. 1888 (Inschrift) wurde das Haus nach Osten verlängert und das Fachwerk teilweise durch massive Backsteinwände ersetzt.
Das schlichte linke Nebengebäude in Backstein mit Satteldach stammt von 1905 (Inschrift) und ist auch denkmalgeschützt.
Das Landesdenkmalamt befand u. a.: „… Die Hofanlage des Pfarrhofs von Nordleda nimmt am östlichen Ortseingang und direkt nördlich der St. Nikolauskirche eine markante ortsbildprägende Stellung ein.  …“